# L'Escadrille panthère
Pour plus de détails, voir Fiche technique et Distribution.
L'Escadrille panthère (titre original : Men of the Fighting Lady) est un film américain réalisé par Andrew Marton, sorti en 1954.

## Synopsis
Durant la Guerre de Corée, le porte-avions américain USS Oriskany (CV-34) accueille un jeune écrivain, forcé de faire son service militaire et peu porté sur le maniement des armes. Alors que l'heure du combat approche, il observe peu à peu les faits et gestes des soldats. Ainsi il devient témoin de l'héroïsme des uns, de l'angoisse des autres mais surtout des espoirs de chacun.

## Fiche technique
- Titre original : Men of the Fighting Lady
- Réalisation : Andrew Marton
- Scénario : Art Cohn, d'après une histoire de Harry A. Burns et James A. Michener
- Directeur de la photographie : George J. Folsey
- Montage : Gene Ruggiero
- Musique : Miklós Rózsa
- Producteur : Henry Berman
- Société de production et de distribution : Metro-Goldwyn-Mayer
- Pays de production :  États-Unis
- Langue d'origine : anglais américain
- Format : couleur (Anscocolor) — 35 mm — 1,75:1 — son : mono (Western Electric Sound System)
- Genre : drame, guerre
- Durée : 79 min
- Dates de sortie :
  - États-Unis : 7 mai 1954 (New York)
  - France : 31 août 1955, 21 mars 1956 (Paris)

## Distribution
- Van Johnson (VF : Michel André) : Lt. (jg) Howard Thayer
- Walter Pidgeon (VF : Pierre Morin) : Comdr. Kent Dowling
- Louis Calhern (VF : Jacques Berlioz) : James A. Michener
- Dewey Martin (VF : Yves Furet) : Ens. Kenneth Schechter
- Keenan Wynn (VF : Michel Roux) : Lt-Cmdr. Ted Dodson
- Frank Lovejoy (VF : Robert Dalban) : Lt-Cmdr. Paul Grayson
- Robert Horton : Ens. Neil Conovan
- Bert Freed (VF : Raymond Loyer) : Lt. (jg) Andrew Szymanski
- Lewis Martin (VF : Gérard Férat) : Comdr. Michael Coughlin
- George Cooper : Cyril Roberts
- Dick Simmons : Lt. Wayne Kimbrell